# Sandnäshällan
Sandnäshällan is een Zweeds eiland behorend tot de Lule-archipel. Het eiland ligt in de Ersnäsfjord bij de monding van de Alån. Bij laag water kan het eiland tweemaal zo groot zijn als bij hoog water.